# Kasteel Konopiště
Kasteel Konopiště (Duits: Schloss Konnepisch) is een sprookjesachtig slot nabij de Tsjechische stad Benešov, 50 kilometer buiten Praag. De eerste bouw van het kasteel dateert uit de dertiende eeuw. De beroemdste bewoner was Frans Ferdinand van Oostenrijk-Este.

## Historie
Konopiště werd eind dertiende eeuw als gotisch fort gebouwd door bisschop Tobias van Benesov, in de bosrijke omgeving van een riviervallei. De muren dateren uit het begin van de veertiende eeuw en bevatten oorspronkelijk zeven torens. De vesting werd omgeven door een slotgracht die tegenwoordig droog ligt. Eind achttiende eeuw werd het slot herbouwd in barokke stijl, waarbij de middeleeuwse torens verdwenen.
In 1887 kocht kroonprins Franz Ferdinand van Oostenrijk het kasteel van het Huis Lobkowicz en veranderde het kasteel in een luxe woonpaleis, ingericht met renaissancistische meubelen en omgeven door een prachtig aangelegde tuin. Hij gebruikte Konopiště vooral als jachtslot, hetgeen nog steeds in de inrichting te herkennen is, met name aan de talloze opgezette beesten. In het kasteel bevindt zich ook een grote verzameling middeleeuwse wapens en een unieke collectie klassieke- en heiligenbeelden.
Op het moment dat Franz Ferdinand in 1914 te Sarajevo werd vermoord bevonden zijn zonen en erfgenamen hertog Maximiliaan Hohenberg en vorst Ernst Hohenberg zich op Konopiště. Tijdens de Eerste Wereldoorlog werden ze naar Wenen gehaald. In 1919 werd Oostenrijk-Hongarije herverdeeld en werd het kasteel de familie ontnomen. Thans is het eigendom van de Tsjechische staat en dient het als museum. Het eigendomsrecht wordt overigens nog altijd betwist door de erfgenamen Hohenberg.
Konopiště vormde het decor voor de film The Illusionist uit 2006, met Peter Norton.

## Galerij

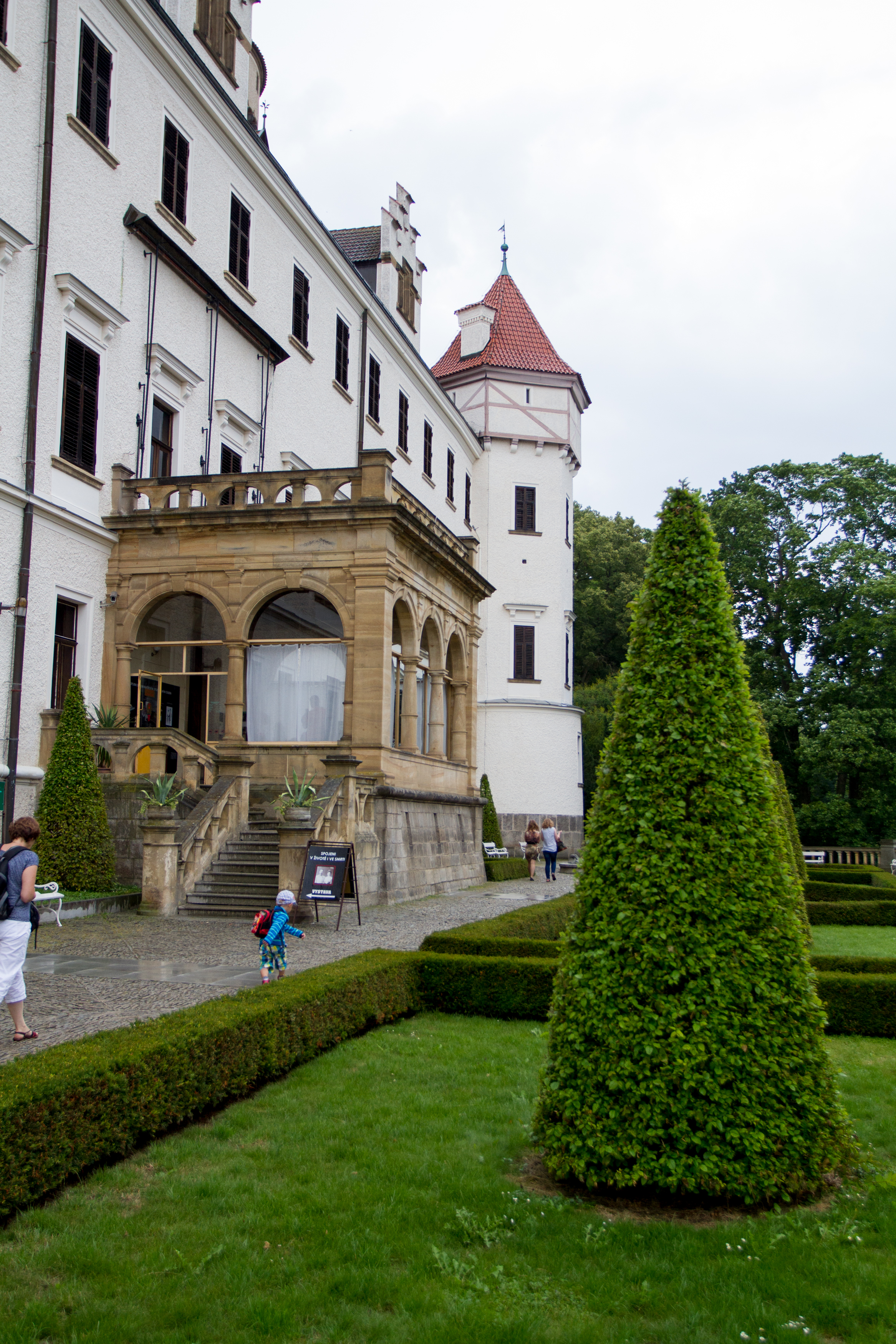
Vooraanzicht
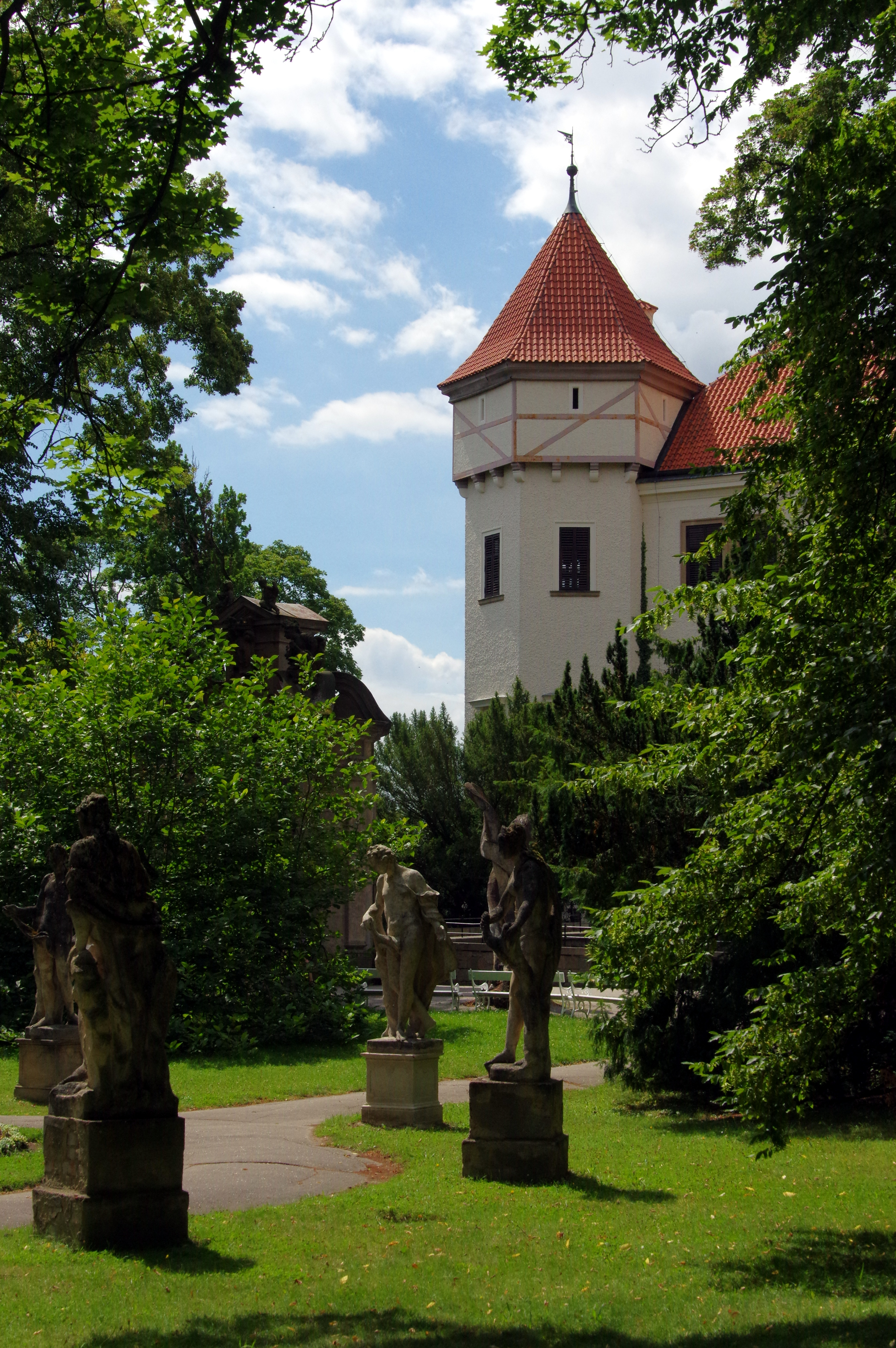
Tuin met beeldengroep
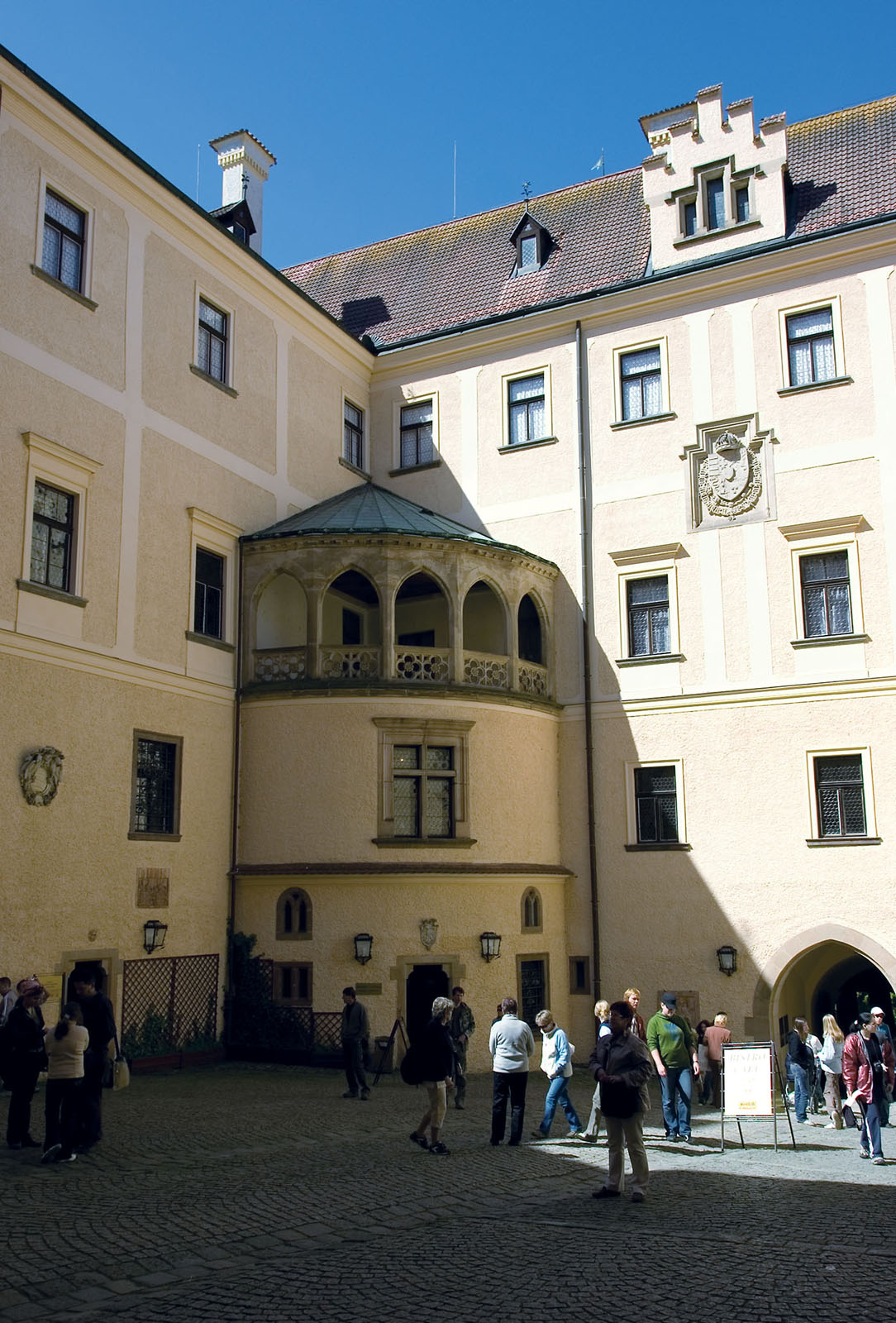
Binnenplaats